# Крольский тоннель
Кро́льский тоннель — железнодорожный тоннель на 634 км линии Абакан — Тайшет Красноярской железной дороги, на перегоне Джотка — Крол (участок Джотка — Чистые Ключи).
Расположен в Манском и Курагинском районах Красноярского края. Состоит из двух параллельных ниток длиной 2252,1 м (I ветка) и 2253,6 м (II ветка).
Первая нитка Крольского тоннеля была возведена в период 1961—1965 годах вместе со строительством железнодорожной линии Абакан — Тайшет. Перевальный тоннель имел максимальную глубину заложения 60 м.
Вторая нитка тоннеля была запроектирована в рамках перевода линии на двухпутное движение. Проект строительства был разработан ООО ПИИ «Бамтоннельпроект» совместно с ОАО Сибгипротранс и ОАО «Ленметрогипротранс». Строительство второй нитки Крольского тоннеля велось с мая 2004 по ноябрь 2011 года силами ОАО «Бамтоннельстрой» («Красноярскметрострой», затем тоннельный отряд № 18).
На месте строительства второго пути тоннеля были возведены бетонный завод, механический цех, гараж для горной техники, четыре общежития, столовая. Проходка второй нитки Крольского тоннеля велось при помощи горнопроходческого комплекса производства канадской компании Lovat (это был первый случай в России проходки железнодорожного тоннеля механизированным тоннелепроходческим комплексом). Проходка велась в сложных геологических условиях: трасса тоннеля пролегала через неустойчивые породы (что потребовало дополнительных мероприятий по их закреплению с поверхности). Тоннелестроители натолкнулись на настоящее подземное озеро (водоприток составлял 300—350 м³/час при ожидаемом
40 м³/час), для откачки воды была построена специальная автоматическая система. Проходка тоннеля была закончена 30 мая 2008 года. Обделка тоннеля была выполнена из сборных железобетонных блоков.
Вторая нитка тоннеля была введена в эксплуатацию в ноябре 2011 года. Общая стоимость строительства второй нитки составила 7,5 млрд руб. После окончания строительства второй нитки предполагалась реконструкция первой нитки тоннеля.